# Orinocosa aymara
Orinocosa aymara là một loài nhện trong họ Lycosidae.
Loài này thuộc chi Orinocosa. Orinocosa aymara được Ralph Vary Chamberlin miêu tả năm 1916.